# Cunctochrysa bellifontensis
Cunctochrysa bellifontensis là một loài côn trùng trong họ Chrysopidae thuộc bộ Neuroptera. Loài này được Leraut miêu tả năm 1988.